# Списак министара финансија Црне Горе
Следи списак министара финансија Црне Горе, укључујући министре финансија Књажевине, Краљевине и Републике Црне Горе.

## Министри финансија Црне Горе Петровића Његоша

### Књажевина Црна Гора
| Слика | Почетак мандата   | Крај мандата      | Име и презиме (Датум рођења и смрти) | Белешка                                                               | Странка |
| ----- | ----------------- | ----------------- | ------------------------------------ | --------------------------------------------------------------------- | ------- |
|       | 8. март 1879      | 1882              | Војвода Ђуро Церовић                 | Влада Боже Петровића Његоша                                           |         |
|       | 1882              | 24. мај 1903      | Никола Ђ. Матановић                  | Влада Боже Петровића Његоша                                           |         |
|       | 3. јун 1903       | децембар 1905     | Лазар Мијушковић                     | Влада Боже Петровића Његоша                                           |         |
|       | 6. децембар 1905  | 11. новембар 1906 | Андрија Радовић                      | Прва влада Лазара Мијушковића                                         |         |
|       | 11. новембар 1906 | 19. јануар 1907   | Митар Ђуровић                        | Влада Марка Радуловића                                                |         |
|       | 19. јануар 1907   | 4. април 1907     | Андрија Радовић                      | Прва влада Андрије Радовића Заступник Министра                        |         |
|       | 4. април 1907     |                   | Душан Вукотић                        | Прва влада и Друга влада Лазара Томановића 1910. проглашена Краљевина |         |

### Краљевина Црна Гора
| Слика | Почетак мандата   | Крај мандата      | Име и презиме (Датум рођења и смрти) | Белешка                                                       | Странка |
| ----- | ----------------- | ----------------- | ------------------------------------ | ------------------------------------------------------------- | ------- |
|       |                   | 1. септембар 1910 | Душан Вукотић                        | Друга влада Лазара Томановића                                 |         |
|       | 1. септембар 1910 | 6. јун 1912       | Филип Јерговић                       | Трећа влада и Четврта влада Лазара Томановића                 |         |
|       | 6. јун 1912       | 25. април 1913    | Др. Секула Дрљевић                   | Влада Митара Мартиновића                                      |         |
|       | 25. април 1913    | 27. август 1915   | Ристо Поповић                        | Прва влада и Друга влада Јанка Вукотића                       |         |
|       | 27. август 1915   | 20. децембар 1915 | Мирко Мијушковић                     | Трећа влада Јанка Вукотића                                    |         |
|       | 20. децембар 1915 | 4. јануар 1917    | Андрија Радовић                      | Друга влада Лазара Мијушковића и Друга влада Андрије Радовића |         |
|       | 4. јануар 1917    | 29. мај 1917      | Др. Станиша Иљић                     | Влада Мила Матановића заступник                               |         |
|       | 29. мај 1917      | 1. март 1921      | Мило Вујовић                         |                                                               |         |
|       | 15. јун 1921      | септембар 1922    | Дивизионар Милутин Вучинић           |                                                               |         |

## Министри финансија Републике Црне Горе
| Слика | Почетак мандата    | Крај мандата       | Име и презиме (Датум рођења и смрти) | Белешка               | Странка |
| ----- | ------------------ | ------------------ | ------------------------------------ | --------------------- | ------- |
|       | 17. април 1945     | 7. новембар 1951   | Гојко Гарчевић                       |                       |         |
|       | 7. новембар 1951   | 4. фебруар 1953    | Јефто Шћепановић                     |                       |         |
|       | 4. фебруар 1953    | 9. мај 1955        | Владо Раичевић                       |                       |         |
|       | 9. мај 1955        | 15. фебруар 1958   | Никола Ђаконовић                     |                       |         |
|       | 15. април 1958     | 8. април 1959      | Војин Јауковић                       |                       |         |
|       | 8. април 1959      | 17. септембар 1962 | Александар Радевић                   |                       |         |
|       | 17. септембар 1962 | 25. јун 1963       | Владо Јовановић                      |                       |         |
|       | 25. јун 1963       | 9. април 1965      | Мустафа Реџепагић                    |                       |         |
|       | 9. април 1965      | 7. мај 1969        | Драгиша Ђоковић                      |                       |         |
|       | 8. април 1969      | 6. мај 1974        | Др. Миливоје Дрецун                  |                       |         |
|       | 6. мај 1974        | 28. април 1978     | Вук Огњановић                        |                       |         |
|       | 28. април 1978     | 6. мај 1986        | Велимир Шљиванчанин                  |                       |         |
|       | 6. мај 1986        | 29. март 1989      | Бранимир Пајковић                    |                       |         |
|       | 29. март 1989      | 21. март 1990      | Славко Дрљевић                       |                       |         |
|       | 21. март 1990      | 17. октобар 1993   | Божидар Газивода                     |                       |         |
|       | 17. мај 1994       | 16. јул 1998       | Др. Предраг Гордановић               |                       |         |
|       | 16. јул 1998       | 16. фебруар 2004   | Мирослав Иванишевић                  |                       |         |
|       | 16. фебруар 2004   | 29. децембар 2010  | др Игор Лукшић                       |                       | ДПС     |
|       | 28. децембар 2010  | 4. децембра 2012   | др Милорад Катнић                    | Влада Игора Лукшића   | ДПС     |
|       | 4. децембра 2012   |                    | др Радоје Жугић                      |                       |         |
|       |                    |                    | Дарко Радуновић                      | Влада Душка Марковића | ДПС     |